# Костелецкия
Костелецкия (лат. Kosteletzkya) — род травянистых и полукустарниковых растений семейства Мальвовые. Около 20 видов, из которых 8 встречается на острове Мадагаскар у берегов Африки. Лишь один вид произрастает в умеренных широтах в Западном и Восточном полушарии, в том числе в Закавказье.

## Распространение
Объединяет виды, произрастающие главным образом в тропических и субтропических широтах: в Африке, Центральной Америке, Мексике и на Филиппинах. Известно около 20 видов, 7 из которых являются эндемиками Мадагаскара и ещё один помимо этого острова также распространён в материковой части «чёрного» континента. Наконец, ещё один вид — Kosteletzkya virginica (syn. Kosteletzkya pentacarpos) — растёт в условиях умеренного климата вдоль побережий Атлантики и на заболоченных лугах на востоке США, в странах Средиземноморья и в Западной Азии.

## Систематика
В 1835 году богемский ботаник Карел Пресль предложил выделить растения трибы Hibisceae (в первую очередь, из рода Гибискус), произрастающие в Новом Свете и обладающие односемянным дробным плодом, в обособленную группу. Научное название Kosteletzkya было присвоено в честь профессора медицинской ботаники в Праге Винсенца Костелецкого (1801—1887). Впоследствии группа была значительно расширена, в том числе за счёт видов из Старого Света.

## Ботаническое описание
Многолетние травы и полукустарники. Стебель прямой, ветвистый, щетинисто-волосистый или опушённый, с возрастом местами становится более гладким. Встречаются растения как с одним, так и с несколькими основными стеблями. Листовая пластинка цельнокрайняя либо 3-5-лопастная, по форме ланцетная, овальная либо треугольно-овальная. Нижние листья имеют более длинный черешок, чем верхние. Прилистники шиловидные или нитевидные. Соцветие пазушное или реже верхушечное, у большинства видов простое. В отдельных случаях образует небольшую кисть или метёлку на вершинах веточек.
Подчашие состоит из 7-10 (изредка до 13) элементов шиловидно-линейной либо нитевидной формы. Цветки обоеполые. Чашечка состоит из пяти чашелистиков. Лепестки обратнояйцевидной формы, опушённые, окрашены в розовый, сиреневый либо беловатый цвет. Удлинённая тычиночная трубка в верхней части распадается на многочисленные нити. Завязь 5-гнёздная с одной семяпочкой в каждом гнезде. Пестик из пяти коротких веточек, с головчатыми рыльцами. Плод — коробочка приплюснутой шаровидной формы, при созревании раскрывается на пять долек. Семена мягкие, почковидные.

## Виды
Нижеследующий список видов указан в соответствии со списком подтверждённых таксонов в проекте The Plant List (версия 1.1, 2013). Он может отличаться в той или иной системе классификации.
| - Kosteletzkya adoensis (Hochst. ex A.Rich.) Mast. - Kosteletzkya althaeifolia (Chapm.) A. Gray ex S. Watson - Kosteletzkya batacensis (Blanco) Fern.-Vill. - Kosteletzkya begoniifolia Ulbr. - Kosteletzkya blanchardii Fryxell - Kosteletzkya buettneri Gürke - Kosteletzkya depressa (L.) O.J.Blanch., Fryxell & D.M.Bates - Kosteletzkya diplocrater (Hochr.) Hochr. - Kosteletzkya flavicentrum Fryxell & S.D. - Kosteletzkya grantii (Mast.) Garcke - Kosteletzkya hispidula (Spreng.) Garcke | - Kosteletzkya madagascarensis Baker - Kosteletzkya pentacarpos (L.) Ledeb. - Kosteletzkya ramosa Fryxell - Kosteletzkya reclinata Fryxell - Kosteletzkya semota O.J.Blanch. - Kosteletzkya smilacifolia (Chapm.) Chapm. - Kosteletzkya thouarsiana Baill. - Kosteletzkya thurberi A. Gray - Kosteletzkya tubiflora (Moc. & Sessé ex DC.) O.J.Blanch. & McVaugh - Kosteletzkya velutina Garcke - Kosteletzkya virginica (L.) C. Presl ex A. Gray |